# Min man – eller din?
Min man – eller din? (originaltitel A Letter to Three Wives) är en amerikansk dramafilm från 1949 i regi av Joseph L. Mankiewicz, som efter denna film påbörjade regin av Allt om Eva.

## Handling
Filmen kretsar kring tre gifta par i en amerikansk småstad. En kvinna skriver ett brev till de tre fruarna, som de får just när de är i färd med att ta en grupp skolbarn ut på en flodfärd. Brevet berättar att en kvinna har rymt tillsammans med en av fruarnas man. 

## Priser och nomineringar
Filmen belönades med två Oscar, i kategorierna bästa regi och bästa manus efter förlaga.

## Skådespelare (urval)
- Jeanne Crain – Deborah Bishop
- Jeffrey Lynn – Bradford "Brad" Bishop
- Linda Darnell – Lora Mae Hollingsway
- Paul Douglas – Porter Hollingsway
- Ann Sothern – Rita Phipps
- Kirk Douglas – George Phipps
- Barbara Lawrence – Georgiana "Babe" Finney
- Connie Gilchrist – Mrs. Ruby Finney
- Florence Bates – Mrs. Manleigh
- Hobart Cavanaugh – Mr. Manleigh
- Thelma Ritter – Sadie (okrediterad)
- Celeste Holm – Addie Ross (röst) (okrediterad)